# Hisham Al-Sharaf
Hisham Al-Sharaf Rashad –en árabe, هشام الشرف راشد– (2 de abril de 1960) es un deportista kuwaití que compitió en judo. Ganó una medalla de bronce en el Campeonato Asiático de Judo de 1988 en la categoría de –78 kg.

## Palmarés internacional
| Campeonato Asiático | Campeonato Asiático | Campeonato Asiático | Campeonato Asiático |
| Año                 | Lugar               | Medalla             | Categoría           |
| ------------------- | ------------------- | ------------------- | ------------------- |
| 1988                | Damasco (Siria)     | Medalla de bronce   | –78 kg              |